# Markku Aro
Markku Tuomas Puputti, cunoscut ca Markku Aro, (n. 3 februarie 1950, Mouhijärvi, Häme Province⁠(d), Finlanda) este un  cântăreț finlandez.